# James Napier
James Napier, właściwie James William Napier Robertson (ur. 24 marca 1982 w Auckland) – nowozelandzki aktor filmowy, telewizyjny i teatralny, reżyser i producent. Znany jest głównie z roli Connera McKnighta/Czerwonego Dino Rangera w serialu Power Rangers Dino Grzmot.

## Wybrana filmografia

### Filmy
- 2009: Nie jesteśmy Harrym Jensonem – dziennikarz
- 2014: Czarny koń – Dave

### Seriale
- 1999–2005: Shortland Street – Glen McNulty
- 2003: Klinika Mercy Peak – Luke Bertram
- 2003: Power Rangers Ninja Storm – Eric McKnight
- 2004: Power Rangers Dino Grzmot – Conner McKnight/Czerwony Dino Ranger
- 2005: Power Rangers S.P.D. – Conner McKnight/Czerwony Dino Ranger